# Jan Kazimierz Siwek
Jan Kazimierz Siwek (ur. 25 sierpnia 1945 w Warszawie) – poeta, bajkopisarz, satyryk, autor słuchowisk radiowych, tekstów piosenek, a także skeczy, monologów, scenariuszy programów telewizyjnych i widowisk teatralnych.

## Życiorys
Wychowywał się w Warszawie, na ulicy Chmielnej, gdzie jego ojciec miał warsztat szewski. Ukończył Technikum Księgarskie w Warszawie. Studiował andragogikę.
Debiutował w 1968 roku w Almanachu Łódzkiej Wiosny Poetów /wyd. PAX/.
W latach siedemdziesiątych związał się z ruchem studenckim – jako poeta z Forum Poetów Hybrydy jako satyryk z nurtem kabaretowym klubów: Klub Mospan, Klub Stodoła, Klub Remont i Klub Hybrydy. W tych ostatnich stworzył wraz ze Stanisławem Zygmuntem kabaret Helota, który zadebiutował programem A może by coś z ludzi?. W następnych latach współpracował m.in. z kabaretami Pan Tu Mieszka i Piosenkariat.
Imał się różnych zawodów. Był pomocnikiem murarza, elektromonterem, bibliotekarzem, instruktorem kulturalno-oświatowym, konferansjerem, aktorem.
W 1981 roku zakończył pracę etatową na stanowisku zastępcy szefa hotelu robotniczego przy ul. Wł. Reymonta w Warszawie i rozpoczął zawodową działalność autorską.
W latach osiemdziesiątych prowadził studio piosenki w klubie Politechniki Warszawskiej Riwiera-Remont i w klubie SGPiS Park.
Był też kierownikiem artystycznym kabaretu Warsztat działającym pod egidą Związku Autorów i Kompozytorów Rozrywkowych ZAKR w kawiarni hotelu MDM w Warszawie.
Od 1990 roku współpracuje z Programem Trzecim Polskiego Radia tworząc, wraz z Sylwestrem Witkowskim, Reportaż penetrujący i z Programem Pierwszym Polskiego Radia pisząc teksty do magazynu Marcina Wolskiego ZSYP, stworzył cykl Dzielnicowy Niedźwiadek dla magazynu satyrycznego KIWI (450 odcinków z Krzysztofem Kowalewskim w roli głównej). Jan Kazimierz Siwek tworzy również dla dzieci. Jego książki dla dzieci wydaje między innymi wydawnictwo Wilga.

### Przynależność
- Stowarzyszenie Autorów ZAIKS,
- Związek Autorów i Kompozytorów Rozrywkowych – ZAKR,
- Fundacja Debiutu Autorskiego: Prezes Zarządu,
- Stowarzyszenie Pisarzy Polskich: Członek Zarządu Oddziału Warszawskiego (wrzesień 2014)[2].

### Nagrody
- Laureat wielu konkursów poetyckich między innymi Ogólnopolskiego Festiwalu Poezji w Łodzi w 1966 – II nagroda. Forum Poetów Hybrydy Poetycki Debiut Roku dwukrotnie w latach 1968, 1970.
- Pierwsza nagroda w Konkursie Autorów Audycji Satyrycznych XXIV Lidzbarskich Wieczorów Humoru i Satyry za program Reportaż penetrujący. Nagroda ufundowana przez Stowarzyszenie Radia Publicznego i Radia Olsztyn, Sierpień 2003.
- Wielcy poeci piszcie dla dzieci za wiersz Pan Dodek – konkurs organizowany w ramach Przeglądu Piosenki Aktorskiej, we Wrocławiu, marzec 2004.